# Джорджо Брешіані
Джорджо Брешіані (італ. Giorgio Bresciani, нар. 23 квітня 1969, Лукка, Італія) — італійський футболіст, що грав на позиції нападника. Володар Кубка Мітропи. По завершенні ігрової кар'єри — спортивний функціонер.
Виступав, зокрема, за клуби «Торіно» та «Наполі», а також молодіжну збірну Італії.

## Клубна кар'єра
Вихованець футбольної школи клубу «Торіно». Дорослу футбольну кар'єру розпочав 1987 року в основній команді того ж клубу, в якій провів два сезони, взявши участь у 42 матчах чемпіонату. Більшість часу, проведеного у складі «Торіно», був основним гравцем атакувальної ланки команди.
Протягом 1989—1990 років захищав кольори команди клубу «Аталанта».
Своєю грою за останню команду знову привернув увагу представників тренерського штабу клубу «Торіно», до складу якого повернувся 1990 року. Цього разу відіграв за туринську команду наступні два сезони своєї ігрової кар'єри. Граючи у складі «Торіно» також здебільшого виходив на поле в основному складі команди. За цей час виборов титул володаря Кубка Мітропи.
Протягом 1992 року захищав кольори команди клубу «Кальярі».
1992 року уклав контракт з клубом «Наполі», у складі якого провів наступні два роки своєї кар'єри гравця.
Згодом з 1994 по 2001 рік грав у складі команд клубів «Реджана», «Болонья», «Кремонезе», «Анкона», «Сієна», «Тренто», «Санджованезе» та «Юве Стабія».
Завершив професійну ігрову кар'єру у клубі «Колліджана», за команду якого виступав протягом 2005—2006 років.

## Виступи за збірну
Протягом 1988—1990 років залучався до складу молодіжної збірної Італії. На молодіжному рівні зіграв у 2 офіційних матчах, забив 2 голи. У складі збірної був учасником молодіжного чемпіонату Європи 1990.

## Досягнення
- Володар Кубка Мітропи:

«Торіно»: 1991